# Lucardo
Lucardo è una frazione del comune di Montespertoli, nella città metropolitana di Firenze.

## Storia
Lucardo è probabilmente il più antico insediamento del comune di Montespertoli. Secondo Emanuele Repetti il suo nome deriverebbe da locus arduus ma secondo altre fonti sarebbe una derivazione del tedesco Leocard o Liucard. Forse il nome deriva dal suffisso "lucus" che indicava gli insediamenti agresti religiosi, i boschi sacri. Lucardo era già esistente in epoca longobarda quando amministrava un territorio che si estendeva oltre che sulle valli del Virginio e dell'Agliena anche sulla Val di Pesa e sulla Val di Greve. Secondo un documento conservato nell'abbazia di Nonantola risulta che Lucardo appartenesse a quell'abbazia. La copia dell'atto di donazione venne ritrovata tra i codici Nonantolani da Ludovico Antonio Muratori. La donazione venne effettuata da Carlo Magno e dal duca longobardo Norberto; nel documento risulta che: 
 Il documento venne pubblicato e giudicato autentico anche da Giovanni Lami e da Girolamo Tiraboschi; oggi il documento è ritenuto un falso.
Il castello di Lucardo appare citato anche in documenti risalenti all'VIII, al X e all'XI secolo. Il documento più antico è una membrana di pergamena appartenente al monastero di San Bartolomeo di Pistoia, nel quel il fondatore del monastero Gaidoaldo, medico del re longobardo Desiderio, assegna in dote al convento una corte posta in Lucardo. Il documento risale al 775.
Il castello è citato anche in documenti dell'Abbazia di Passignano. In uno risalente al gennaio 1003 risulta una donazione di una casa posta nel castello di Lucardo a favore del monastero di Passignano; altre citazioni risalgono al 1035 e al 9 febbraio 1046, entrambi i documenti risultano redatti presso il castello di Lucardo.

Lucardo era sede di un feudo e il feudatario aveva diritto al titolo nobiliare di Conte. Sui conti di Lucardo rimangono pochissime testimonianze. Alla fine del X secolo risulta signore il conte Ademaro, figlio del Marchese Bonifazio di Oberto. Nel 998 risulta che il signore era Lotario dei Conti Cadolingi di Fucecchio. Nel 1070 il signore è Teodorico da Lucardo, forse capostipite dei Lucardesi. In seguito il dominio del castello risulta spartito tra il comune di Semifonte, i conti Alberti e il Vescovo di Firenze. Il castello e il territorio di Lucardo venne devastato truppe ghibelline dopo la Battaglia di Montaperti. Risultano nel castello i seguenti danni 
Mentre nel territorio risulta che vennero distrutte una casa di Tingo di messer Bandino Berlinghieri nel popolo di San Donato a Lucardo; una casa di Guidalotto di Uggeri della Corte nel popolo della pieve di san Lazzaro e due case nello stesso popolo appartenenti a Michele di Diotifece notaio.
Alla fine del XIII secolo Lucardo era di proprietà della famiglia Baldovinetti che aveva anche il patronato della chiesa di San Martino, posta fuori dalle mura del castello e che nel X secolo era stata donata dal marchese Bonifazio di Oberto alla Badia a Settimo. Nel 1313 il castello di Lucardo e il vicino castello di Santa Maria Novella vennero conquistati dalle truppe dell'imperatore Arrigo VII. Nel XV secolo divenne proprietà della famiglia Machiavelli.

### Famiglie originarie di Lucardo
Da Lucardo prese origine un ramo della famiglia Pitti chiamato Lujesi. I Pitti erano originari di Semifonte e dopo la conquista di quella città da parte di Firenze vennero scacciati. Il ramo principale scese a Firenze mentre un secondo ramo prese stanza nel casale chiamato Luja e di lì mutarono nome in Lujesi. Sempre dal territorio lucardese sono originari gli Alfani, provenienti dal Fiano, in borgo posto ai piedi del castello di Lucardo e anche le famiglie Buonaiuti e Serragli che ebbero come capostipite comune un tale Belcaro che dopo esser stato scacciato dal castello di Pogni prese dimora a Lucardo. Da Lucardo presero il loro nome la famiglia Lucardesi che in epoca medicea ebbero una sorta di signoria feudale sul castello.

## Il borgo oggi

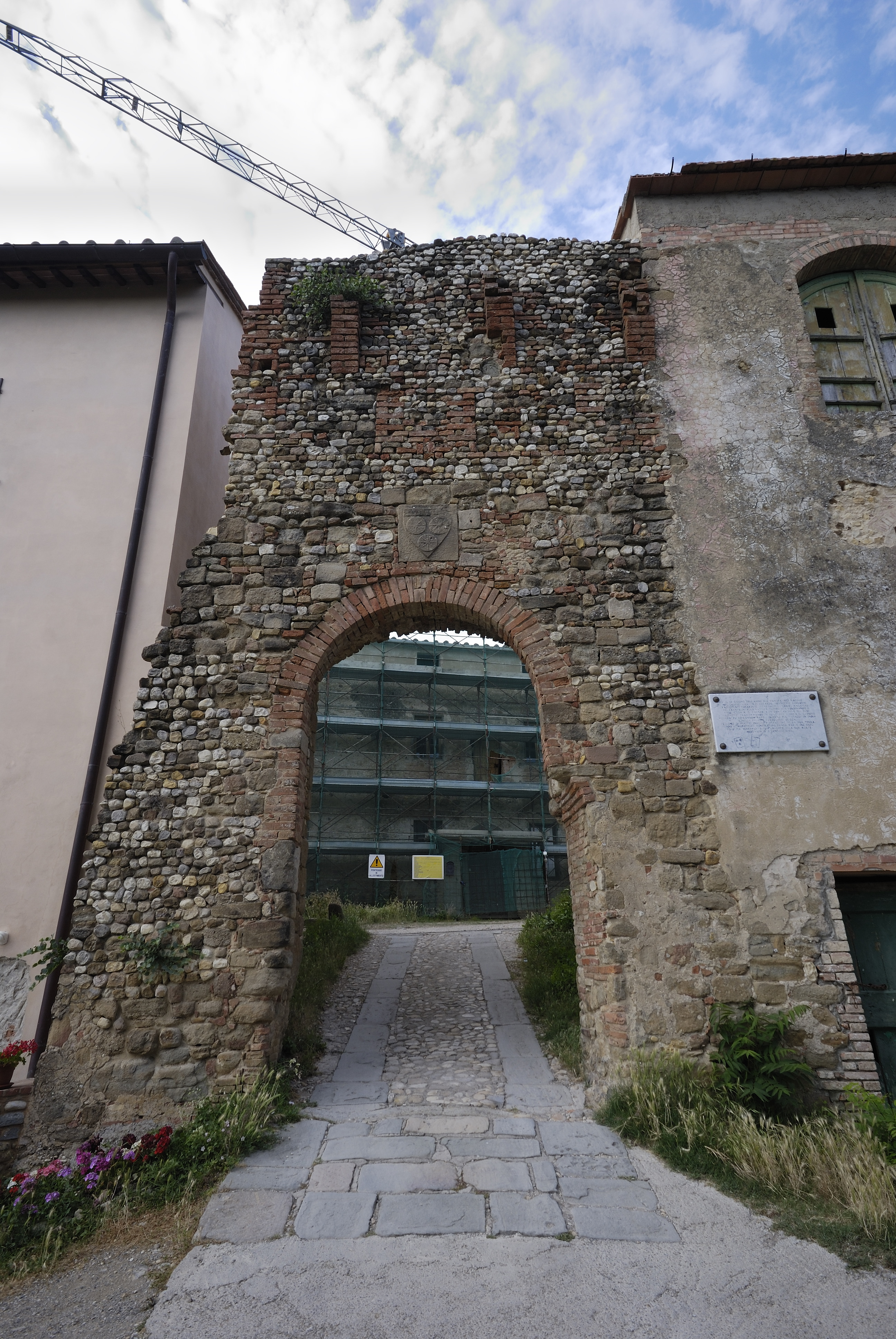
Porta di accesso al castello

L'abitato è diviso in due parti; il castello o Lucardo alto e il borgo o Lucardo basso.
Lucardo presenta ancora l'unica porta di accesso al borgo; si tratta di una porta ad arco a tutto sesto, sopra il cui architrave è murato lo stemma della famiglia Lucardesi. La cinta muraria è costituita dalla facciata esterna delle case del borgo e nei pressi della porta di accesso è visibile una torre rompitratta.
La struttura del borgo è costituita da una piazza su cui si affacciano tutte le abitazioni del borgo, tra le quali è possibile individuare un edificio un tempo facente funzione di mastio o cassero.
Fuori dalla mura, affacciata su una piazza non pavimentata è collocata la chiesa dei Santi Martino e Giusto.

## Le chiese
Nel territorio di Lucardo in antico esistevano cinque chiese ed erano la chiesa di San Giusto, la chiesa di san Martino, la chiesa di san Donato, la pieve di san Lazzaro e la chiesa di santa Maria Novella. La chiesa di san Giusto venne riunita alla chiesa di san Martino che oggi porta il doppio titolo mentre la chiesa di santa Maria Novella venne riunita a quella di San Donato. Sempre in antico portarono nel titolo il nome di Lucardo anche la Pieve di San Pancrazio nel comune di San Casciano in Val di Pesa e la pieve di San Donnino nel comune di Certaldo.
- Pieve di San Lazzaro a Lucardo
- Chiesa dei Santi Martino e Giusto
- Chiesa di San Donato a Lucardo